# 巴赫贝克
巴赫贝克(Jean-Christophe Bahebeck)（出生於1993年5月1日）是法國的職業足球運動員，司職前鋒，現效力於佩斯卡拉(由法國足球甲級聯賽中的巴黎圣日耳曼借)。他是一個“非常快並能用雙腳”的球員，並且控球技術很好的前鋒。

## 榮譽
巴黎聖日耳門
- 法國足球甲級聯賽: 2014–15
- 法國超級盃: 2014
- 法國聯賽盃: 2014–15

## 外部連結
- Jean-Christophe Bahebeck – 法國職業足球聯賽数据 – 支持法语（已存档）
- Jean-Christophe Bahebeck－UEFA國際賽競賽紀錄
- 巴赫贝克在《隊報》足球中的档案 （法文）
- France profile （页面存档备份，存于） at FFF